# Fluorinert

Structure de la perfluorotripentylamine (FC-70).

Le Fluorinert est une marque déposée de la société 3M désignant une gamme de liquides de refroidissement à usage électronique. Il est utilisé comme isolant électrique et fluide caloporteur dans les situations où l'air ne permet pas de transporter suffisamment de chaleur ou lorsque le refroidissement des composants s'effectue dans un espace restreint.
Il en existe différentes formulations moléculaires possédant des températures d'ébullition différentes leur permettant d'être utilisé dans des applications à une seule phase dans lesquelles il demeure liquide ou à deux phases dans lesquelles le liquide est vaporisé afin d'ajouter un refroidissement par évaporation grâce à l'énergie de vaporisation de ces substances.
Par exemple, le perfluorohexane C6F14 (FC-72) est utilisé pour le transfert thermique basse température en raison de sa température d'ébullition de 56 °C. Le perfluoro-2-butyltétrahydrofurane C4OF6(–CF2)4F (FC-75) est un autre composé employé dans la formulation des Fluorinert.
Ces fluides sont dangereux lorsqu'ils sont inhalés ou lorsqu'ils entrent en contact avec la peau ou les yeux. Rejetés dans l'atmosphère, ils deviennent de puissants gaz à effet de serre à durée de vie très longue : fin 2013, la perfluorotributylamine N(C4F9)3 (FC-43) était ainsi le plus puissant gaz à effet de serre connu, demeurant actif dans l'atmosphère pendant au moins 500 ans.